# Jordnötssmör

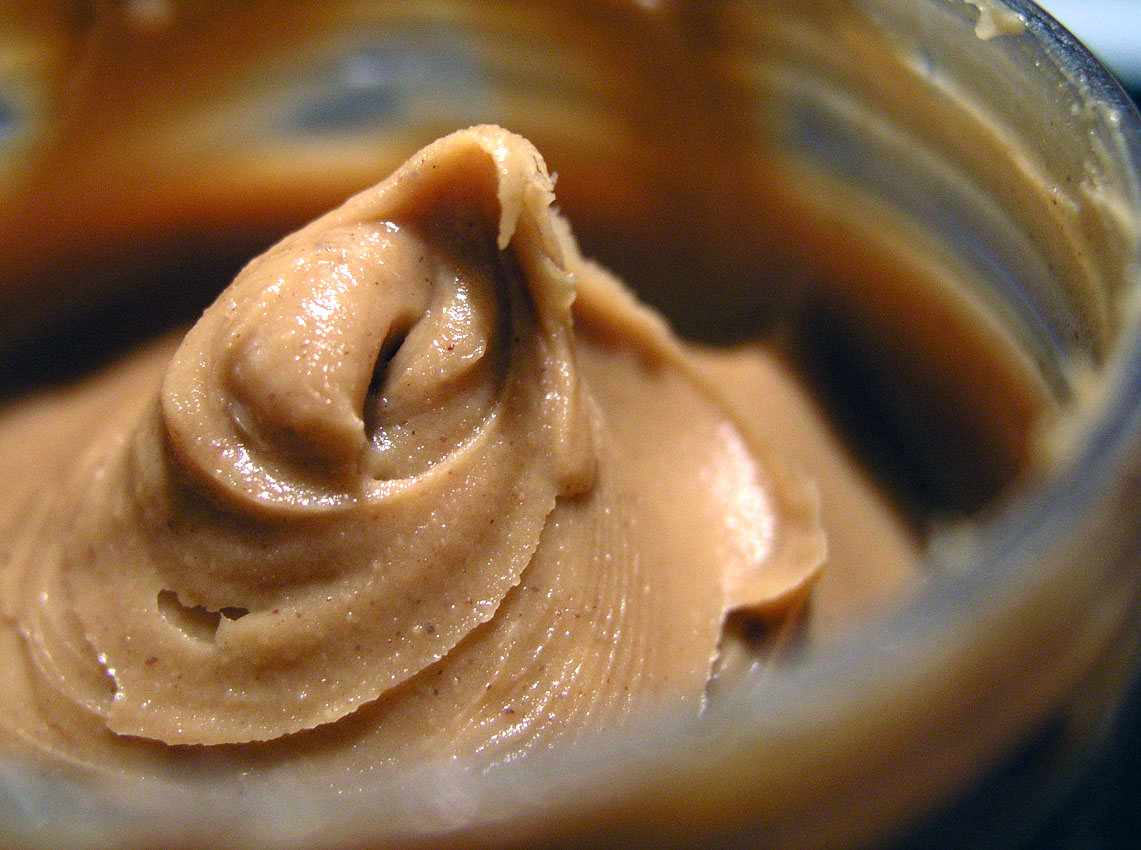
Jordnötssmör.

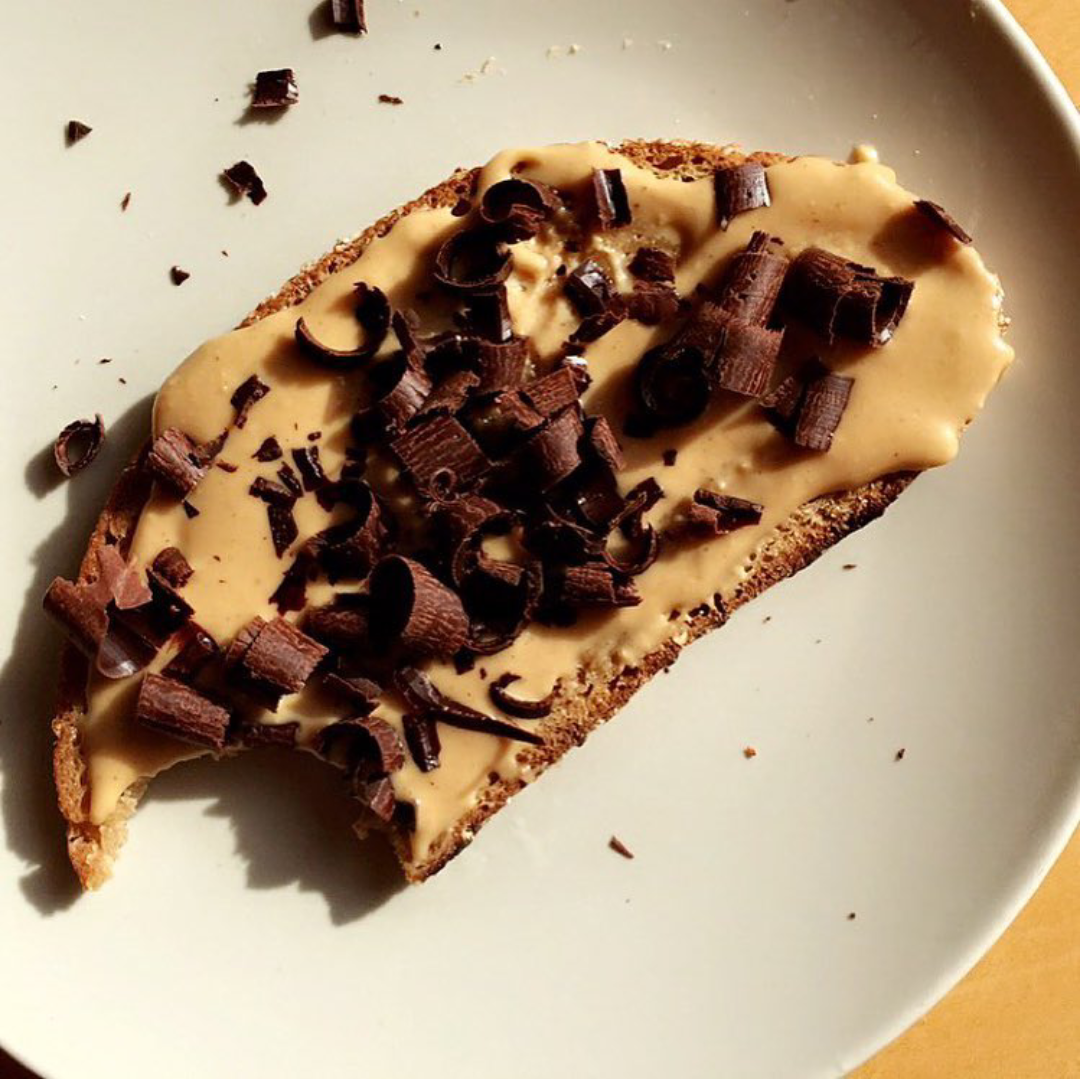
Jordnötssmörsmacka med riven choklad.

Jordnötssmör är ett livsmedel tillverkat av malda rostade jordnötter, ofta med en tillsats av mindre mängder olja, socker och salt. Jordnötssmör används som pålägg framförallt i USA, till exempel tillsammans med sylt i den klassiska peanut butter and jelly sandwich. Det är även en vanlig smaksättning i amerikanska chokladbitar.
Det finns två huvudtyper av jordnötssmör, creamy (slät) och crunchy (grovmalet). I butiken är den värdefulla jordnötsoljan i jordnötssmöret ibland ersatt med billigare vegetabiliska oljor. Även socker kan vara tillsatt.
Jordnötssmör används exempelvis för att göra asiatisk jordnötssås och inom västafrikansk matlagning för att reda grytor och soppor. Det ingår även i många recept för bakverk.
Nationella jordnötssmörsdagen i USA är 24 januari.